# Deir al-Gharbi
Deir al-Gharbi (tiếng Ả Rập: دير الغربي) là một ngôi làng Syria nằm ở Maarrat al-Nu'man Nahiyah ở huyện Maarrat al-Nu'man, Idlib. Theo Cục Thống kê Trung ương Syria (CBS), Deir al-Gharbi có dân số năm 1892 trong cuộc điều tra dân số năm 2004.